# (2701) Cherson
(2701) Cherson (1978 RT; 1976 GG1) ist ein ungefähr 15 Kilometer großer Asteroid des äußeren Hauptgürtels, der am 1. September 1978 vom russischen (damals: Sowjetunion) Astronomen Nikolai Stepanowitsch Tschernych am Krim-Observatorium (Zweigstelle Nautschnyj) auf der Halbinsel Krim (IAU-Code 095) entdeckt wurde.

## Benennung
(2701) Cherson wurde nach der ukrainischen Seehafen-Stadt Cherson benannt.